# Bogus
Bogus is een Amerikaanse dramafilm uit 1996 onder regie van Norman Jewison.

## Verhaal
De 7-jarige Albert Franklin woont in een achterbuurt van Las Vegas. Zijn moeder werkt als circusartieste. Hij houdt zich bezig met goocheltrucs. Wanneer zijn moeder overlijdt bij een auto-ongeluk, is het onduidelijk hoe het verder moet met Albert. Hij vindt troost bij een denkbeeldig vriendje.

## Rolverdeling
| Acteur            | Personage         |
| ----------------- | ----------------- |
| Whoopi Goldberg   | Harriet Franklin  |
| Gérard Depardieu  | Bogus             |
| Haley Joel Osment | Albert Franklin   |
| Andrea Martin     | Penny             |
| Nancy Travis      | Lorraine Franklin |
| Denis Mercier     | Monsieur Antoine  |
| Ute Lemper        | Babette           |
| Sheryl Lee Ralph  | Ruth Clark        |
| Barbara Hamilton  | Mevrouw Partridge |
| Al Waxman         | Schoolhoofd       |
| Elizabeth Harpur  | Ellen             |
| Fiona Reid        | Leraar            |
| Kevin Jackson     | Bob Morrison      |
| Richard Portnow   | M. Clay Thrasher  |
| Mo Gaffney        | Reisassistente    |